# يوليا يغر
يوليا يغر (بالألمانية: Julia Jäger)‏ هي ممثلة ألمانية (وحملت سابقاً جنسية ألمانيا الشرقية)، ولدت في 28 يناير 1970 بآنغرمونده في ألمانيا.

## أعمال

### أفلام
- (2007) أرض الألعاب

## وصلات خارجية
- يوليا يغر على موقع IMDb (الإنجليزية)
- يوليا يغر على موقع مونزينجر (الألمانية)
- يوليا يغر على موقع ألو سيني (الفرنسية)
- يوليا يغر على موقع ميوزك برينز (الإنجليزية)
- يوليا يغر على موقع أول موفي (الإنجليزية)
- يوليا يغر على موقع قاعدة بيانات الأفلام السويدية (السويدية)
- يوليا يغر على موقع ديسكوغز (الإنجليزية)
- يوليا يغر على موقع قاعدة بيانات الفيلم (الإنجليزية)
- يوليا يغر على موقع كينوبويسك (الروسية)